# Curcuma decipiens
Curcuma decipiens là một loài thực vật có hoa trong họ Gừng. Loài này được Nicol Alexander Dalzell mô tả khoa học đầu tiên năm 1850.

## Phân bố
Loài này có tại Malwan, bang Maharashtra, tây nam Ấn Độ.

## Mô tả
Cây thân thảo lâu năm, rễ chùm treo nhiều củ hình quả hạnh, ruột màu trắng. Cán hoa ban đầu mọc ở bên, sau đó 6-8 tuần từ nách lá xuất hiện một cán hoa trung tâm hình chùy dài. Lá hình xoan rộng, nhẵn nhụi, hiếm khi với lông nhung mặt dưới, cuống lá dài, chân phiến cuống ngang gốc bẹ. Lá bắc hoa hình túi, màu tia; lá bắc dưới thuôn tròn, lá bắc trên thuôn dài, tù, với 2 hoa màu tía. Đài hoa hình phễu, 2 lần ngắn hơn ống tràng, 3 răng, răng thuôn tròn. Ống tràng màu tía, bên trong đoạn giữa có râu, viền ngoài thuôn dài, đỉnh có mấu nhọn dạng nắp, ben trong tương tự. Cánh môi 2 thùy, mép nhăn. Chỉ nhị dẹt; bao phấn dài, đầu nhụy hình phễu , 3 ngăn, có lông rung. Tuyến trên bầu thuôn dài-thẳng.